# Костянтин III Іраклій
Костянтин III Іраклій (лат. Flavius Heraclius Novus Constantinus, грец. ΛΚωνσταντίνος Γ′; 3 травня 612 — 641) — імператор Візантії у 641 році.

## Біографія
Костянтин III був старшим сином імператора Іраклія та його дружини Євдокії. У 613 році його призначено співімператором Іраклія і його наступником.
У 629/630 одружився зі своєю двоюрідною сестрою Григорією. Тоді друга дружина Іраклія — Мартина інтригувала проти нього, щоби привести на трон свого сина, і по батькові молодшого брата, Костянтина III — Іраклона. Це їй вдалося і вже 4 червня 638 року Іраклій призначив 12-ти річного Іраклона співімператором. Після смерті Іраклія 11 лютого 641 року Мартина залишилася реґенткою імперії. Однак вона не могла перешкодити вступу на трон Костянтина III. Зрештою правління його не було тривалим. При вступі на трон він був уже вочевидь хворий і незабаром помер (кінець квітня-початок травня 641 року), ймовірно від туберкульозу. Мартина залишилася під підозрою у сприянні смерті Костянтина III.
Перед смертю Костянтин III призначив свого 11 річного сина Гераклея на співімператора, якого влітку 641 року і коронували на нового імператора Константа II. 14 вересня 641 року народ повстав проти Мартини й увірвався до імператорського палацу. Їй відрізали язика, а Іраклону — носа, та заслали обох на Родос.

## Канонізація
Святий у Православ'ї. День пам'яті - 3 вересня.